# Макинтайр, Вонда
Вонда Нил Макинтайр (англ. Vonda Neel McIntyre; 28 августа 1948[…], Луисвилл, Кентукки — 1 апреля 2019, Сиэтл, Вашингтон) — американская писательница, автор нескольких научно-фантастических романов и рассказов, обладатель одной премии «Хьюго», трёх «Небьюла» и одного «Локуса».

## Биография
Родилась в штате Кентукки в семье Нила (англ. H. Neel McIntyre) и Вонды Кейт Макинтайр (англ. Vonda B. Keith McIntyre). В 1970 году окончила Вашингтонский университет, получила степень по биологии. В том же году приняла участие в семинаре Клэрион для писателей (англ. Clarion Workshop), который был создан в 1968 году на базе университета Клэрион (англ. Clarion University of Pennsylvania) в Пенсильвании. При этом Макинтайр продолжала исследования по своей дипломной работе в области генетики. В 1971 году Вонда Макинтайр при поддержке основателя Клэрион семинаров Робина Уилсона (англ. Robin Wilson), открыла отделение в Сиэтле, для западных писателей (англ. Clarion West Writers Workshop), где проработала до 1973 года.
В 1973 году Вонда стала лауреатом премии «Небьюла» за повесть «О тумане и траве, и песке», которая впоследствии стала частью романа «Змей сновидений», ставшим лауреатом «Хьюго» и «Небьюла» в 1978 году.
Дебютный роман Макинтайр («The Exile Waiting») был опубликован в 1975 году. Так же Вонда написала несколько романов для фантастической саги «Звёздные войны» и научно-фантастической серии «Звёздный путь» (новеллы «Эффект энтропии», «Гнев Хана», «Звёздный путь 3: В поисках Спока», «Энтерпрайз: Первое приключение» и «Звёздный путь 4: Путь домой»). Именно после романов Макинтайр у персонажа Хикару появилось имя — Сулу, которой впоследствии было использовано в комиксовой адаптации Питера Дэвида (англ. Peter David), и задействовано Николасом Мейером (англ. Nicholas Meyer) при написании сценария фильма «Звёздный путь 6: Неоткрытая страна». В 1994 году Вонда Макинтайр работала сценаристом в Голливуде.
Умерла в своём доме в Сиэтле 1 апреля 2019 года; в феврале у неё был диагностирован метастатический рак поджелудочной железы. Незадолго до смерти она дописала свой последний роман («Curve of the World»).

### Циклы и серии
Цикл Змея (англ. Snake):
- Короткая повесть О тумане и траве, и песке (англ. Of Mist, and Grass, and Sand), 1973 год;
- Роман Змей сновидений (англ. Dreamsnake), 1978 год;
- Короткая повесть The Serpent’s Death, 1978 год;
- Короткая повесть The Broken Dome, 1978 год.

Произведения по мотивам Звёздного пути (новеллы Pocket Books):
- Роман Энтерпрайз: Первое приключение (англ. Enterprise: The First Adventure), 1986 год;
- Роман Эффект энтропии (англ. The Entropy Effect), 1981 год;
- Роман Гнев Хана (англ. The Wrath of Khan), 1982 год;
- Роман Звёздный путь 3: В поисках Спока (англ. Star Trek III: The Search for Spock), 1984 год;
- Роман Звёздный путь 4: Путь домой (англ. Star Trek IV: The Voyage Home), 1986 год.

Произведения по мотивам Звёздных войн
- Роман Хрустальная звезда (англ. The Crystal Star), 1994 год.

Тетралогия Starfarers Quartet:
- Роман Starfarers, 1989 год;
- Роман Transition, 1991 год;
- Роман Metaphase, 1992 год;
- Роман Nautilus, 1994 год.

### Другие произведения
- Рассказ Breaking Point, 1970 год;
- Рассказ Only at Night, 1971 год;
- Рассказ Cages, 1971 год;
- Рассказ Spectra, 1972 год;
- Рассказ The Galactic Clock, 1972 год;
- Рассказ Крылья (англ. Wings), 1973 год;
- Рассказ The Genius Freaks, 1973 год;
- Рассказ The Mountains of Sunset, the Mountains of Dawn, 1974 год;
- Рассказ Recourse, Inc., 1974 год;
- Роман The Exile Waiting, 1975 год;
- Повесть Screwtop, 1976 год;
- Рассказ Thanatos, 1976 год;
- Рассказ The End’s Beginning, 1976 год;
- Повесть Aztecs, 1977 год;
- Короткая повесть Fireflood, 1979 год;
- Авторский сборник Fireflood and Other Stories (1979 год), куда вошли 11 научно-фантастических рассказов и повестей;
- Рассказ Shadows, Moving, 1980 год;
- Рассказ Elfleda, 1981 год;
- Повесть В поисках Сэтана (англ. Looking for Satan), 1981 год (вошла в серию «Мир воров» Роберта Асприна);
- Повесть Transit, 1983 год;
- Роман Superluminal, 1983 год;
- Рассказ A Story for Eilonwy, 1984 год;
- Роман The Bride, 1985 год;
- Роман Barbary, 1986 год;
- Рассказ Malheur Maar, 1989 год;
- Рассказ Steelcollar Worker, 1992 год;
- Короткая повесть Шерлок Холмс и теорема поля (англ. The Adventure of the Field Theorems), 1995 год (вошла в сборник шерлокианы Гринберга М. и Резника М. «Шерлок Холмс на орбите»);
- Роман Луна и солнце (англ. The Moon and the Sun), 1997 год;
- Рассказ The Sea Monster’s Song, 1997 год;
- Фанфик Night Harvest, 1998 год;
- Рассказ Excerpt from The Moon and the Sun, 1999 год;
- Рассказ Маленькие лица (англ. Little Faces), 2005 год;
- Рассказ A Modest Proposal, 2005 год (в 2007 году переиздан под названием A Modest Proposal for the Perfection of Nature).

## Номинации и награды
- Лауреат премии «Небьюла» 1974 года за лучшую короткую повесть («О тумане и траве, и песке») и номинант в категории лучший рассказ («Крылья»)[13].
- Номинант премий «Хьюго» 1974 года за лучшую короткую повесть («О тумане и траве, и песке») и за лучший рассказ («Крылья»)[14].
- Номинант премии «Локус» 1974 года за лучшее произведение малой формы («О тумане и траве, и песке») и лучший рассказ («Крылья»)[15].
- Номинант премии «Локус» 1975 года за лучший рассказ («The Mountains of Sunset, the Mountains of Dawn»)[16].
- Номинант премий «Небьюла» и «Локус» 1976 года за лучший роман («The Exile Waiting»)[17].
- Номинант премий «Хьюго»[18], «Небьюла» и «Локус» 1978 года за лучшую повесть («Aztecs»)[17].
- Лауреат 1979 года премии «Небьюла»[19], «Хьюго»[20] и «Локус»[21] за лучший роман («Змей сновидений»).
- Номинант премий «Хьюго»[22] и «Локус» 1980 года за лучшую короткую повесть («Fireflood»)[17].
- Номинант премии «Локус» 1984 года за лучший роман («Superluminal»)[23].
- Номинант премий «Небьюла» 1984 года за лучшую повесть («Transit»)[17].
- Номинант австралийской премии «Дитмар» (англ. Ditmar Award) за лучшее зарубежное произведение крупной формы («Змей сновидений»)[24].
- Лауреат премии «Небьюла» и номинант «Локус» 1998 года за лучший роман («Луна и солнце»)[17][25].
- Номинант премии «Небьюла» 2005 года за лучшую короткую повесть («Маленькие лица»)[17].
- Лауреат «SFWA Service Award» 2009 года[17].